# Telve (Estonie)
Telve est une île d'Estonie en mer Baltique.

## Géographie
Elle fait partie du parc national de Vilsandi. 